# Bayerischer Naturschutzpreis
Der Bayerische Naturschutzpreis ist die höchste Auszeichnung des Bund Naturschutz in Bayern. Er wird seit 1970 verliehen, wobei die Verleihung zwischen 1988 und 2004 für mehrere Jahre aussetzte und seit 2006 nun jährlich stattfindet. Geehrt werden hoch verdiente Persönlichkeiten für ihr herausragendes Wirken im lokalen, nationalen oder internationalen Natur- und Umweltschutz.

## Liste der Preisträger (unvollständig)
- 1970: Georg Frey
- 1970: Rudolf Hanauer
- 1970: Otto Kraus
- 1970: Heinz Schmitt
- 1970: Erich Seydel
- 1970: Johann Mang
- 1970: Franz Gleißner
- 1971: Hans Eisenmann
- 1971: Josef Othmar Zöller
- 1972: Hansjörg Schmidt-Ferntheil
- 1972: Wilhelm Högner
- 1972: Josef Nikolaus Köstler
- 1973: Hans Sponholz, Gründer der Schutzgemeinschaft Ebersberger Forst mit 2013 posthum aufgedeckter NS-Vergangenheit
- 1973: Horst Stern, Journalist, Filmemacher und Schriftsteller
- 1973: Konrad Lorenz
- 1975: Peter von Siemens
- 1975: Käthe Winkelmann
- 1975: Dennis L. Meadows, US-amerikanischer Ökonom
- 1976: Wolfgang Engelhardt
- 1976: Kurt Oeser
- 1976: Christian Schütze
- 1978: Ingeborg Haeckel
- 1978: Robert Jungk
- 1978: Franz Weber
- 1981: Dietmar Hahlweg
- 1983: Peter Schütt
- 1983: Martin Urban
- 1985: Dieter Wieland
- 1986: Georg Meister
- 1986: Georg Sperber
- 1988: Carl Amery, Schriftsteller und Umweltaktivist
- 2004: Bernd Lötsch
- 2006: Helmut Bernhart
- 2007: Karl Ganser, Geograph und Stadtplaner, für sein Engagement für Stadterneuerungsprojekte, Flächenschutz und die Belange des Natur- und Umweltschutzes
- 2008: Emmanuel Jungclaussen, Altabt des Klosters Niederaltaich, für seinen Einsatz für die frei fließende Donau[1]
- 2009: Christine von Weizsäcker, Biologin, für ihren Einsatz für gentechnikfreies Saatgut[2]
- 2010: Louise und Percy Schmeiser, kanadische Landwirte, für ihren Einsatz für eine gentechnikfreie Lebensmittelproduktion[3]
- 2011: Edmund Lengfelder, Strahlenbiologe, für sein Engagement für eine Welt ohne Atomkraft und seinen Einsatz für die Opfer von Tschernobyl[4]
- 2012: Vandana Shiva für ihre Rolle als Globalisierungskritikerin sowie ihren Einsatz für den Klimaschutz und die Erhaltung der Biodiversität[5]
- 2013: Gerhard Kneitz, Zoologe, für sein Lebenswerk im Dienste des Natur- und Umweltschutzes[6]
- 2014: Karl Ludwig Schweisfurth, u. a. für den achtsamen, würdevollen Umgang mit Nutztieren und die Fortentwicklung des ökologischen Landbaus[7]
- 2015: Ernst Ulrich von Weizsäcker als Vordenker des Klimaschutzes und Streiter für nachhaltige Wirtschaft[8]
- 2016: Erwin Kräutler ("Amazonasbischof") für sein Engagement für die Schöpfung und sein kirchliches und politisches Wirken zum Schutz des Regenwaldes[9]
- 2017: Klaus Töpfer für Verdienste um eine Weltpolitik der nachhaltigen Entwicklung[10]
- 2018: Josef Göppel für Verdienste im Natur- und Umweltschutz, insbesondere für die Idee der Landschaftspflegeverbände und das Engagement für Erneuerbare Energien[11]
- 2019: Michael Müller für jahrzehntelanges Engagement für die sozial-ökologische Transformation[12]
- 2020: Antônio Inácio Andrioli für Verdienste für den Schutz einer gentechnikfreien Landwirtschaft sowie mutiges Engagement für die Rechte der Kleinbauern und Indigenen.[13]
- 2022: Claudia Kemfert für Verdienste für den Klimaschutz und eine nachhaltige Wirtschaft in Deutschland[14]
- 2023: Roman Türk für große Verdienste in der breiten öffentlichen Vermittlung von Naturschutzthemen und in der Verknüpfung von Wissenschaft und Naturschutzehrenamt[15]